# Gli altri siamo noi/Dimentica dimentica
Gli altri siamo noi/Dimentica dimentica è un 45 giri del cantautore italiano Umberto Tozzi, pubblicato nel 1991.

## Gli altri siamo noi
La canzone, scritta da Giancarlo Bigazzi e Umberto Tozzi, venne presentata al Festival di Sanremo 1991.
Venne inserita nell'album omonimo.
Ci fu anche la versione inglese, cantata da Howard Jones con la canzone Other People Are Us, interpretata nella stessa edizione sanremese e la versione di Marco Masini del 2006 inserita nell'album Tozzi Masini.

## Dimentica dimentica
Anche questo brano fu scritto da Giancarlo Bigazzi e Umberto Tozzi, e la versione originale era contenuta nell'album È nell'aria...ti amo. La versione di questo 45 giri è registrata dal vivo.

## Tracce
1. Gli altri siamo noi
2. Dimentica dimentica

## Classifiche

### Classifiche settimanali
| Classifica (1991) | Posizione massima |
| ----------------- | ----------------- |
| Italia            | 3                 |